# 咸亨洙
咸 亨洙（ハム・ヒョンス、朝鮮語: 함형수、1914年 - 1946年）は、日本統治時代の朝鮮の詩人。本貫は江陵咸氏。『ひまわりの碑銘』で知られている。
咸鏡北道鏡城で生まれた。 1935年に『心の断片』を東亜日報に発表し詩壇に登場し、その後多数の詩を発表した。 1936年、徐廷柱、金東里、呉章煥らと同人誌『詩人部落』を創刊した。1939年には東亜日報新春文芸に『心』が当選した。1946年に北朝鮮にて32歳で死去した。精神疾患を患っていたとされる。